# تصوف، قبالا و گنوسی در نگاه تطبیقی
تصوف، قبالا و گنوسی در نگاه تطبیقی اثر دکتر حسین شهبازی که به زبان فارسی در سال ۱۳۹۸ توسط انتشارات زوار تهران منتشر شد. موضوع این کتاب دربارهٔ مناسبات عرفانی برآمده از دین‌های ابراهیمی را توضیح می‌دهد و در سه فصل با قلم علمی شش محور اساسی در تصوف اسلامی، قبالا یا کابالای یهودی و آیین گنوسی را در معرض بحث تطبیقی قرار می‌دهد.

## دربارهٔ نویسنده
حسین شهبازی ( متولد ۱۰ تیر ماه ۱۳۶۴ خورشیدی) (۱ جولای ۱۹۸۵ میلادی)، نویسنده و پژوهشگر ایرانی است که در سال ۱۳۹۸ خورشیدی، مدرک دکترای تخصصی خود را در رشته زبان و ادبیات فارسی از دانشگاه تبریز دریافت کرده است. رسالهٔ دکترای او «بررسی تطبیقی تصوف با آیین های قبالا و گنوسی»  بود. شهبازی پیش از این نیز کتاب های «منشور عبودیت در تصوف»، «شرح جامع بر رساله قشیریه»، «منهاج العربیة»، «گنج پنهان؛ پژوهشی بر تأثیر قرآن و حدیث در ادبیات فارسی» و کتاب «کیمیاگران سخن وادب فارسی» را روانه بازار نشر کرده است.

## پیام اصلی کتاب

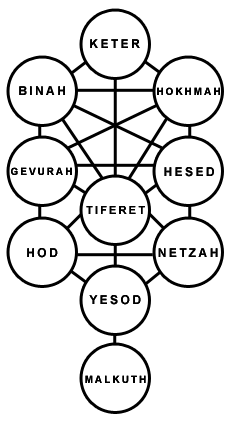
سفیروت (نماد درخت زندگی) قبالائیان که در کتاب زوهر مهم‌ترین سمبل عرفان یهود به‌شمار می‌رود

این کتاب، حاصل تحقیق نگارنده در دورهٔ دکتری رشتهٔ زبان و ادبیات فارسی در دانشگاه تبریز است. نویسندهٔ کتاب برآن است که هر کدام از سه مکتب عرفانی قبالا، گنوسی و تصوف در بستر فرهنگی و اجتماعی یکی از ادیان بزرگ الهی (یهود، مسیح و اسلام) نضج یافته و به منصّه ظهور رسید. در این میان مکتبی چون گنوسی از مسیحیت کمترین تأثیر را پذیرفت. تصوف به شدت تحت تأثیر مبانی شریعت اسلامی واقع شد هرچند برخی آموزه‌های تصوف در قالب طریقت، خارج از محدودهٔ شریعت تلقی شد، ولی در کل تعالیم آن در مدار توحید باقی ماند؛ قبالا نیز در عین تکوین در بستر دین یهود، از مبانی و آموزه‌های گنوسی و تصوف متأثر شد. تصوف، قبّالا و گنوسی به دلیل تأثیرگذاری متقابل در یکدیگر یا تأثیر یک سویهٔ برخی از آنها بر دیگری و نیز اشتراک یا قرابت در برخی از مبانی و آبشخورهای اندیشه، در عین داشتن وجوه تمایز و اختلاف چشمگیر، می‌توانند موضوع یک بحث تطبیقی واقع شوند. این کتاب نیز مبتنی بر فرضیهٔ وجود تعامل و ارتباط میان تصوف، قبالا و گنوسی، در صدد تبیین وجوه تعامل و جنبه‌های ارتباط دوسویه یا چندسویه میان آنها است. برای نیل به این هدف، بررسی تطبیقی مؤلفه‌های اصلی اندیشه عرفانی آنها نظیرِ خداشناسی و غایات عرفانی، انسان‌شناسی و جایگاه انسان در نظام معرفتی، خیر و شر، ابلیس و ارتباط آن با نظام احسن، عقل، وحدت و کثرت، مراتب سلوک، استفاده از زبان رمزی و وجوه تمایز و اشتراک در نمادها و رمزها، میزان تأثیرپذیری از ادیان الهی (یهود، اسلام و مسیحیت) و آیین‌ها و اندیشه‌های بشری (مانوی، نوافلاطونی و…)، وجههٔ همت نگارنده بوده‌است مبنای بحث تطبیقی در این نوشتار، مکتب تطبیقی آمریکایی است که مقولات فرهنگی و ادبی را به مثابة یک کلیت، فراسوی مرزها می‌بیند و بدون اصالت قائل شدن به رابطة تاریخی، روابط فرهنگی و ادبی را فارغ از قید اثبات‌گرایی بررسی می‌کند. هرچند امروزه مطالعات تطبیقی، آن مفهوم محدود و سنتی را ندارد و در رشته‌های مختلف به قرائت‌های موازی آثار و مقولات فرهنگی گفته می‌شود. نتایج بررسی این کتاب نشان می‌دهد، قبالائیان در کاربرد سمبل‌ها و نمادهای عرفانی از جمله نماد برجسته قبّالا یعنی سفیروت (درخت زندگی)، تحت تأثیر کارکرد نمادین درخت عرفانی متصوفه و آثاری چون مقامات القلوب شیخ ابوالحسن نوری و شجرة الکون ابن عربی قرار داشتند. در مکتب گنوسی یهودی یا عرفان مرکابا، تشابه ساختار منازل سلوک عرفانی در قالب هفت هخالوت با هفت وادی عرفانی تصوف، مخصوصاً در سرمنزل نهایی یعنی قصر عرش، از نکات مشترک آموزه‌های هر دو آیین به‌دست آمد. وجه اشتراک عمدهٔ گنوسی، قبالا و تصوف در نوع تلقی از صادر اول در قالب آنتروپوس انسان‌انگاری، آدام قدمون یا آدام کادمون، حقیقت محمدیه با تأکید بر روایت تورات و حدیث منقول اسلامیِ آفرینش انسان منطبق بر صورت الهی است. هرچند به بیراهه رفتن گنوسیان یهودی (عرفان مرکابا) و غیریهودی در تفسیر روایت مزبور، آن‌ها را به ثنویت کشاند اما در تصوف و قبالا، تمایز بین خالق و مخلوق و در کل روح یکتاپرستی حفظ شد. از دیگر نتایج بررسی در این کتاب، می‌توان به نظریة وحدت وجود قبالای نبوی ابراهیم ابوالعافیه و نسخة مشابه آن در تصوف اسلامی اشاره کرد در این باب، علی‌رغم تفاوت‌های بنیادین، موارد مشابه زیادی نیز به‌دست آمد. نیز، طرح موضوع «تبعید و غربت روح» در تصوف و گنوسی از تأثیرپذیری متصوفه از آیین گنوسی حکایت دارد. هر چند، گنوسیان نیز در این زمینه از آبشخور فلسفهٔ یونانی متأثر اند. طرح این ایده منجر به استفاده گنوسیان و متصوفه از زبان رمز و اشارت شده و پیدایش داستان‌های رمزی را در پی داشته‌است. یکی از مهم‌ترین مسائل در این کتاب که نویسنده بر آن تأکید دارد، لزوم تفکیک بین آیین گنوسی و عرفان مسیحی است؛ بدین معنا که آیین گنوسی و عرفان گنوسی را نمی‌توان عرفان مسیحی تلقی کرد. بر این پایه، نویسنده در این کتاب از گنوسی سخن گفته و به هیچ وجه متعرض بحث عرفان مسیحی نشده‌است. به‌طور مشخص منظور نگارنده از گنوسی مجموعهٔ فِرَق باطنی است که در صدر مسیحیت، با شعار تقدم معرفت بر ایمان، در مقابل آبای کلیسای ارتدوکس قد علم کردند و نخستین بار ایرنئوس (2nd century – c. AD ۲۰۲)، اسقف اعظم کلیسای لیون فرانسه، کتاب پنج جلدی به نام «ادورسوس هائرسیس = در مقابله با معرفت دروغین» یا با عنوان فرعی «در رد بدعتها» نوشت و مجموع فرق مذکور را گنوسی نامید. مشهورترین این فرقه‌ها، مرقیون، والنتینوس و بازیلیدس بودند که برای در امان ماندن از حملات آبای کلیسا به مسیحیت گرویدند و تلاش کردند تعالیم‌شان را با پاره ای از آموزه‌های مسیح منطبق سازند.

## فصول کتاب
کتاب در سه فصل تنظیم شده‌است:
- فصل اوّل: آشنایی با مبانی اندیشه‌های گنوسی، قبالا و تصوّف
- فصل دوم: بررسی تطبیقی تصوف با آیین‌های قبالا و گنوسی
- فصل سوم: کارنامه قبالا پژوهی و گنوس پژوهی در ایران و جهان

## دسترسی به کتاب در کتابخانه های دنیا
این کتاب, علاوه بر کتابخانه های ایران در اکثر کتابخانه های دانشگاه های معتبر دنیا از جمله در آمریکا، کانادا و آلمان قابل دسترسی است. این کتابخانه ها عبارت است از:
- کتابخانه دانشگاه مک‌گیل کانادا در شهر مونترآل (به انگلیسی: McGill University)‏ [۱۶]
- کتابخانه ایالتی باواریا (به انگلیسی: Bavarian State Library)[۱۷] مونیخ، آلمان
- کتابخانه دانشگاه هاروارد (به انگلیسی: Harvard University)، کمبریج، ماساچوست، [[ایالات متحده آمریکا [۱۸]
- کتابخانه دانشگاه پرینستون (به انگلیسی: Princeton University)، نیوجرسی ایالات متحده آمریکا [۱۹]
- کتابخانه دانشگاه کارولینای شمالی در چپل هیل (به انگلیسی: University of North Carolina at Chapel Hill)، چپل هیل، کارولینای شمالی، ایالات متحده آمریکا.[۲۰]
- کتابخانه دانشگاه کلمبیا (به انگلیسی:Columbia University )[۲۱]
- کتابخانه دانشگاه تگزاس در آستین (به انگلیسی: University of Texas at Austin)، تگزاس، ایالات متحده آمریکا[۲۲]
- دانشگاه کالیفرنیا، برکلی، کتابخانه برکلی [۲۳]